# Lola Riera
Lola Riera Zuzuarregui née le 25 juin 1991, est une joueuse de hockey sur gazon espagnole. Elle évolue au poste de défenseure au SPV Complutense et avec l'équipe nationale espagnole.
Elle a participé aux Jeux olympiques d'été de 2016 et 2020.

## Carrière

### Coupe du monde
- : 2018

### Championnat d'Europe
- : 2019

### Jeux olympiques
- Top 8 : 2016, 2020